# 42. Kongress der Vereinigten Staaten
Der 42. Kongress der Vereinigten Staaten, bestehend aus dem Repräsentantenhaus und dem Senat, war die Legislative der Vereinigten Staaten. Seine Legislaturperiode dauerte vom 4. März 1871 bis zum 4. März 1873. Alle Abgeordneten des Repräsentantenhauses sowie ein Drittel der Senatoren (Klasse II) waren im Jahr 1870 bei den Kongresswahlen gewählt worden. Dabei ergab sich in beiden Kammern eine Mehrheit für die Republikanische Partei. Der Demokratischen Partei blieb nur die Rolle in der Opposition. Der Kongress tagte in der amerikanischen Bundeshauptstadt Washington, D.C. Präsident war der Republikaner Ulysses S. Grant. Die Vereinigten Staaten bestanden damals aus 37 Bundesstaaten. Die Sitzverteilung im Repräsentantenhaus basierte auf der Volkszählung von 1860.

## Wichtige Ereignisse
Siehe auch 1871 1872 und 1873
- 4. März 1871: Beginn der Legislaturperiode des 42. Kongresses
- Während der gesamten Legislaturperiode gehen die Indianerkriege und die Reconstruction weiter.
- 10. Juni 1871: Die United States Navy greift die Han River Forts in Korea an.
- 8. – 10. Oktober 1871: Das große Feuer von Chicago zerstört große Teile der Stadt. Die Anzahl der Toten wird zwischen 200 und 300 geschätzt.
- 20. Februar 1872: Das Metropolitan Museum of Art in New York City wird eröffnet
- 1. März 1872: der Yellowstone-Nationalpark wird eröffnet. Er ist der weltweit erste Nationalpark.
- 22. Mai 1872: Präsident Grant unterzeichnet den Amnesty Act of 1872. Damit werden bis auf etwa 500 militärische Führer, alle früheren Soldaten der Konföderierten Staaten amnestiert. Sie erhalten alle ihnen zwischenzeitlich aberkannten Bürgerrechte, einschließlich des Wahlrechts zurück.
- 5. November 1872: Präsidentschafts- und Kongresswahlen in den USA. Grant wird als Präsident wieder gewählt. Die Republikaner verteidigen ihre Mehrheiten in beiden Kongresskammern.

## Die wichtigsten Gesetze
In den Sitzungsperioden des 42. Kongresses wurden unter anderem folgende Bundesgesetze verabschiedet (siehe auch: Gesetzgebungsverfahren):
- 20. April 1871: Civil Rights Act of 1871
- 20. Mai 1872: General Mining Act of 1872
- 23. Mai 1872: Amnesty Act of 1872
- 1. Juni 1872: Practice Conformity Act
- 12. Februar 1873: Coinage Act of 1873
- 3. März 1873: Timber Culture Act
- 3. März 1873: Comstock Act siehe Comstock-Gesetze.

## Zusammensetzung nach Parteien

### Senat
- Demokratische Partei: 17
- Republikanische Partei: 56
- Sonstige: 1
- Vakant: 0

Gesamt: 74 Stand am Ende der Legislaturperiode

### Repräsentantenhaus
- Demokratische Partei: 104
- Republikanische Partei: 136
- Sonstige: 3
- Vakant: 0

Gesamt: 243 Stand am Ende der Legislaturperiode
Außerdem gab es noch zehn nicht stimmberechtigte Kongressdelegierte.

## Amtsträger

### Senat
- Präsident des Senats: Schuyler Colfax (R)
- Präsident pro tempore: Henry B. Anthony (R)

### Repräsentantenhaus
- Sprecher des Repräsentantenhauses: James G. Blaine (R)

## Senatsmitglieder
Im 42. Kongress vertraten folgende Senatoren ihre jeweiligen Bundesstaaten:
| Alabama - 2. George Goldthwaite (D) - 3. George E. Spencer (R) Arkansas - 2. Powell Clayton (R) - 3. Benjamin F. Rice (R) Kalifornien - 1. Eugene Casserly (D) - 3. Cornelius Cole (R) Connecticut - 1. William Alfred Buckingham (R) - 3. Orris S. Ferry (R) Delaware - 1. James A. Bayard (D) - 2. Eli M. Saulsbury (D) Florida - 1. Abijah Gilbert (R) - 3. Thomas W. Osborn (R) Georgia - 2. Thomas M. Norwood (D) - 3. Joshua Hill (R) Illinois - 2. John A. Logan (R) - 3. Lyman Trumbull (R) Indiana - 1. Daniel D. Pratt (R) - 3. Oliver Morton (R) Iowa - 2. George G. Wright (R) - 3. James Harlan (R) Kansas - 2. Alexander Caldwell (R) - 3. Samuel C. Pomeroy (R) Kentucky - 2. John W. Stevenson (D) - 3. Garrett Davis (D) bis zum 22. September 1872 - Willis Benson Machen (D) ab dem 27. September 1872 Louisiana - 2. Joseph R. West (R) - 3. William P. Kellogg (R) bis zum 1. November 1872 Maine - 1. Hannibal Hamlin (R) - 2. Lot M. Morrill (R) Maryland - 1. William Thomas Hamilton (D) - 3. George Vickers (D) Massachusetts - 1. Charles Sumner (R) - 2. Henry Wilson (R) bis zum 3. März 1873 Michigan - 1. Zachariah Chandler (R) - 2. Thomas W. Ferry (R) Minnesota - 1. Alexander Ramsey (R) - 2. William Windom (R) Mississippi - 1. Adelbert Ames (R) - 2. James L. Alcorn (R) ab dem 1. Dezember 1871 | Missouri - 1. Carl Schurz (LR = Liberaler Republikaner) - 3. Francis Blair (D) Nebraska - 1. Thomas Tipton (R) - 2. Phineas Warren Hitchcock (R) Nevada - 1. William M. Stewart (R) - 3. James W. Nye (R) New Hampshire - 2. Aaron H. Cragin (R) - 3. James W. Patterson (R) New Jersey - 1. John P. Stockton (D) - 2. Frederick T. Frelinghuysen (R) New York - 1. Reuben Fenton (R) - 3. Roscoe Conkling (R) North Carolina - 2. Matt Whitaker Ransom (D) - 3. John Pool (R) Ohio - 1. Allen G. Thurman (D) - 3. John Sherman (R) Oregon - 2. James K. Kelly (D) - 3. Henry W. Corbett (R) Pennsylvania - 1. John Scott (R) - 3. Simon Cameron (R) Rhode Island - 1. William Sprague (R) - 2. Henry B. Anthony (R) South Carolina - 2. Thomas J. Robertson (R) - 3. Frederick A. Sawyer (R) Tennessee - 1. William Gannaway Brownlow (R) - 2. Henry Cooper (D) Texas - 1. James W. Flanagan (R) - 2. Morgan C. Hamilton (R) Vermont - 1. George F. Edmunds (R) - 3. Justin Smith Morrill (R) Virginia - 1. John F. Lewis (R) - 2. John W. Johnston (D) West Virginia - 1. Arthur I. Boreman (R) - 2. Henry G. Davis (D) Wisconsin - 1. Matthew H. Carpenter (R) - 3. Timothy Otis Howe (R) |

## Mitglieder des Repräsentantenhauses
Folgende Kongressabgeordnete vertraten im 42. Kongress die Interessen ihrer jeweiligen Bundesstaaten:
| Alabama 6 Wahlbezirke - 1. Benjamin S. Turner (R) - 2. Charles Waldron Buckley (R) - 3. William Anderson Handley (D) - 4. Charles Hays (R) - 5. Peter Myndert Dox (D) - 6. Joseph Humphrey Sloss (D) Arkansas 3 Wahlbezirke - 1. James M. Hanks (D) - 2. Oliver P. Snyder (R) - 3. John Edwards (LR= liberaler Republikaner) bis zum 9. Februar 1872 - Thomas Boles (R) ab dem 9. Februar 1872 Kalifornien 3 Wahlbezirke - 1. Sherman Otis Houghton (R) - 2. Aaron Augustus Sargent (R) - 3. John M. Coghlan (R) Connecticut 4 Wahlbezirke - 1. Julius L. Strong (R) bis zum 7. September 1872 - Joseph Roswell Hawley (R) ab dem 2. Dezember 1872 - 2. Stephen Wright Kellogg (R) - 3. Henry H. Starkweather (R) - 4. William Henry Barnum (D) Delaware Staatsweite Wahl - Benjamin T. Biggs (D) Florida Staatsweit - Josiah T. Walls (R) bis zum 29. Januar 1873 - Silas L. Niblack (D) ab dem 29. Januar 1873 Georgia 7 Wahlbezirke - 1. Archibald T. MacIntyre (D) - 2. Richard H. Whiteley (R) - 3. John S. Bigby (R) - 4. Thomas J. Speer (R) bis zum 18. August 1872 - Erasmus W. Beck (D) ab dem 2. Dezember 1872 - 5. Dudley McIver DuBose (D) - 6. William P. Price (D) - 7. Pierce Young (D) Illinois 13 Wahlbezirke plus einen staatsweitgewählten Abgeordneten - 1. Charles B. Farwell (R) - 2. John F. Farnsworth (R) - 3. Horatio C. Burchard (R) - 4. John B. Hawley (R) - 5. Bradford N. Stevens (D) - 6. Burton C. Cook (R) bis zum 26. August 1876 - Henry Snapp (R) ab dem 4. Dezember 1871 - 7. Jesse Hale Moore (R) - 8. James Carroll Robinson (D) - 9. Thompson W. McNeely (D) - 10. Edward Y. Rice (D) - 11. Samuel S. Marshall (D) - 12. John B. Hay (R) - 13. John M. Crebs (D) - 14. John Lourie Beveridge (R) Staatsweit gewählt Indiana 11 Wahlbezirke - 1. William E. Niblack (D) - 2. Michael C. Kerr (D) - 3. William S. Holman (D) - 4. Jeremiah M. Wilson (R) - 5. John Coburn (R) - 6. Daniel W. Voorhees (D) - 7. Mahlon Dickerson Manson (D) - 8. James Noble Tyner (R) - 9. John P. C. Shanks (R) - 10. William Williams (R) - 11. Jasper Packard (R) Iowa 6 Wahlbezirke - 1. George Washington McCrary (R) - 2. Aylett R. Cotton (R) - 3. William G. Donnan (R) - 4. Madison Miner Walden (R) - 5. Francis W. Palmer (R) - 6. Jackson Orr (R) Kansas Staatsweite Wahl - David Perley Lowe (R) Kentucky 9 Wahlbezirke - 1. Edward Crossland (D) - 2. Henry D. McHenry (D) - 3. Joseph Horace Lewis (D) - 4. William B. Read (D) - 5. Boyd Winchester (D) - 6. William Evans Arthur (D) - 7. James B. Beck (D) - 8. George Madison Adams (D) - 9. John McConnell Rice (D) Louisiana 5 Wahlbezirke - 1. J. Hale Sypher (R) - 2. Lionel Allen Sheldon (R) - 3. Chester Bidwell Darrall (R) - 4. James McCleery (R) bis zum 5. November 1871 - Alexander Boarman (LR) ab dem 3. Dezember 1872 - 5. Frank Morey (R) Maine 5 Wahlbezirke - 1. John Lynch (R) - 2. William P. Frye (R) - 3. James G. Blaine (R) - 4. John A. Peters (R) - 5. Eugene Hale (R) Maryland 5 Wahlbezirke. - 1. Samuel Hambleton (D) - 2. Stevenson Archer (D) - 3. Thomas Swann (D) - 4. John Ritchie (D) - 5. William Matthew Merrick (D) Massachusetts 10 Wahlbezirke - 1. James Buffinton (R) - 2. Oakes Ames (R) - 3. Ginery Twichell (R) - 4. Samuel Hooper (R) - 5. Benjamin Franklin Butler (R) - 6. Nathaniel Prentiss Banks (R) - 7. George M. Brooks (R) bis zum 13. Mai 1872 - Constantine C. Esty (R) ab dem 2. Dezember 1872 - 8. George Frisbie Hoar (R) - 9. William B. Washburn (R) bis zum 5. Dezember 1871 - Alvah Crocker (R) ab dem 2. Januar 1872 - 10. Henry L. Dawes (R) Michigan 6 Wahlbezirke - 1. Henry Waldron (R) - 2. William L. Stoughton (R) - 3. Austin Blair (R) - 4. Wilder D. Foster (R) ab dem 4. Dezember 1871 - 5. Omar D. Conger (R) - 6. Jabez G. Sutherland (D) Minnesota 2. Wahlbezirke - 1. Mark H. Dunnell (R) - 2. John T. Averill (R) Mississippi 5 Wahlbezirke - 1. George E. Harris (R) - 2. Joseph L. Morphis (R) - 3. Henry W. Barry (R) - 4. George C. McKee (R) - 5. Legrand W. Perce (R) Missouri 9 Wahlbezirke - 1. Erastus Wells (D) - 2. Gustavus A. Finkelnburg (LR) - 3. James Robinson McCormick (D) - 4. Harrison E. Havens (R) - 5. Samuel Swinfin Burdett (R) - 6. Abram Comingo (D) - 7. Isaac Charles Parker (R) - 8. James G. Blair (LR) - 9. Andrew King (D) Nebraska Staatsweite Wahl - John Taffe (R) Nevada Staatsweite Wahl - Charles West Kendall (D) | New Hampshire 3 Wahlbezirke - 1. Ellery Albee Hibbard (D) - 2. Samuel Newell Bell (D) - 3. Hosea Washington Parker (D) New Jersey 5 Wahlbezirke - 1. John W. Hazelton (R) - 2. Samuel C. Forker (D) - 3. John T. Bird (D) - 4. John Hill (R) - 5. George A. Halsey (R) New York 31 Wahlbezirke. - 1. Dwight Townsend (D) - 2. Thomas Kinsella (D) - 3. Henry Warner Slocum (D) - 4. Robert Roosevelt (D) - 5. William R. Roberts (D) - 6. Samuel S. Cox (D) - 7. Smith Ely (D) - 8. James Brooks (D) - 9. Fernando Wood (D) - 10. Clarkson Nott Potter (D) - 11. Charles St. John (R) - 12. John H. Ketcham (R) - 13. Joseph H. Tuthill (D) - 14. Eli Perry (D) - 15. Joseph M. Warren (D) - 16. John Rogers (D) - 17. William A. Wheeler (R) - 18. John M. Carroll (D) - 19. Elizur H. Prindle (R) - 20. Clinton L. Merriam (R) - 21. Ellis H. Roberts (R) - 22. William E. Lansing (R) - 23. R. Holland Duell (R) - 24. John E. Seeley (R) - 25. William H. Lamport (R) - 26. Milo Goodrich (R) - 27. Horace B. Smith (R) - 28. Freeman Clarke (R) - 29. Seth Wakeman (R) - 30. William Williams (D) - 31. Walter L. Sessions (R) North Carolina 7 Wahlbezirke - 1. Clinton L. Cobb (R) - 2. Charles R. Thomas (R) - 3. Alfred Moore Waddell (D) - 4. Sion Hart Rogers (D) - 5. James Madison Leach (D) - 6. Francis Edwin Shober (D) - 7. James C. Harper (D) Ohio 19 Wahlbezirke - 1. Aaron F. Perry (R) bis zum 14. Juli 1872 - Ozro J. Dodds (D) ab dem 9. Oktober 1872 - 2. Job Evans Stevenson (R) - 3. Lewis D. Campbell (D) - 4. John F. McKinney (D) - 5. Charles N. Lamison (D) - 6. John Armstrong Smith (R) - 7. Samuel Shellabarger (R) - 8. John Beatty (R) - 9. Charles Foster (R) - 10. Erasmus D. Peck (R) - 11. John Thomas Wilson (R) - 12. Philadelph Van Trump (D) - 13. George W. Morgan (D) - 14. James Monroe (R) - 15. William P. Sprague (R) - 16. John Bingham (R) - 17. Jacob A. Ambler (R) - 18. William H. Upson (R) - 19. James A. Garfield (R) Oregon Staatsweite Wahl - James H. Slater (D) Pennsylvania 24 Wahlbezirke - 1. Samuel J. Randall (D) - 2. John Vaudain Creely (IR= Unabhängiger Republikaner) - 3. Leonard Myers (R) - 4. William D. Kelley (R) - 5. Alfred C. Harmer (R) - 6. Ephraim Leister Acker (D) - 7. Washington Townsend (R) - 8. James Lawrence Getz (D) - 9. Oliver James Dickey (R) - 10. John Weinland Killinger (R) - 11. John Brutzman Storm (D) - 12. Lazarus Denison Shoemaker (R) - 13. Ulysses Mercur (R) bis zum 2. Dezember 1872 - Frank Charles Bunnell (R) ab dem 24. Dezember 1872 - 14. John Black Packer (R) - 15. Richard Jacobs Haldeman (D) - 16. Benjamin Franklin Meyers (D) - 17. Robert Milton Speer (D) - 18. Henry Sherwood (D) - 19. Glenni William Scofield (R) - 20. Samuel Griffith (D) - 21. Henry Donnel Foster (D) - 22. James Scott Negley (R) - 23. Ebenezer McJunkin (R) - 24. William McClelland (D) Rhode Island 2 Wahlbezirke - 1. Benjamin T. Eames (R) - 2. James M. Pendleton (R) South Carolina 4 Wahlbezirke - 1. Joseph Hayne Rainey (R) - 2. Robert C. De Large (R) bis zum 24. Januar 1873 danach blieb der Sitz vakant - 3. Robert B. Elliott (R) - 4. Alexander S. Wallace (R) Tennessee 8 Wahlbezirke - 1. Roderick R. Butler (R) - 2. Horace Maynard (R) - 3. Abraham Ellison Garrett (D) - 4. John Morgan Bright (D) - 5. Edward Isaac Golladay (D) - 6. Washington C. Whitthorne (D) - 7. Robert Porter Caldwell (D) - 8. William Wirt Vaughan (D) Texas 4 Wahlbezirke - 1. William S. Herndon (D) - 2. John C. Conner (D) - 3. William Thomas Clark (R) bis zum 13. Mai 1872 - De Witt Clinton Giddings (D) ab dem 13. Mai 1872 - 4. John Hancock (D) Vermont 3 Wahlbezirke - 1. Charles W. Willard (R) - 2. Luke P. Poland (R) - 3. Worthington Curtis Smith (R) Virginia 8 Wahlbezirke - 1. John Critcher (D) - 2. James H. Platt (R) - 3. Charles H. Porter (R) - 4. William Stowell (R) - 5. Richard Duke (D) - 6. John T. Harris (D) - 7. Elliott M. Braxton (D) - 8. William Terry (D) West Virginia 3 Wahlbezirke - 1. John James Davis (D) - 2. James Clark McGrew (R) - 3. Frank Hereford (D) Wisconsin 6 Wahlbezirke - 1. Alexander Mitchell (D) - 2. Gerry Whiting Hazelton (R) - 3. J. Allen Barber (R) - 4. Charles A. Eldredge (D) - 5. Philetus Sawyer (R) - 6. Jeremiah McLain Rusk (R) |

Nicht stimmberechtigte Mitglieder im Repräsentantenhaus:
- Arizona-Territorium: Richard Cunningham McCormick (D)
- Colorado-Territorium: Jerome Bunty Chaffee (R)
- Dakota-Territorium: Moses K. Armstrong (D)
- Idaho-Territorium: Jacob K. Shafer (D)
- District of Columbia: Norton P. Chipman (R) ab dem 21. April 1871
- Montana-Territorium: William H. Clagett (R)
- New-Mexico-Territorium: José Manuel Gallegos (D)
- Utah-Territorium: William Henry Hooper (D)
- Washington-Territorium: Selucius Garfielde (R)
- Wyoming-Territorium: William Theopilus Jones (R)